# Зінченко Валентин Миколайович
Зі́нченко Валенти́н Микола́йович  (нар. 25 серпня 1923, Первомайськ — 8 жовтня 1986) — радянський військовий льотчик, Герой Радянського Союзу (1945).

## Біографія
Народився 25 серпня 1923 року в селищі Первомайську (нині місто Луганської області) в родині робітника. Українець. З 1925 року жив в місті Єнакієвому Донецької області. Закінчив вісім класів середньої школи і аероклуб.
У 1940 році призваний до лав Червоної Армії. У 1942 році закінчив Тамбовську військово-авіаційну школу пілотів. У боях німецько-радянської війни з липня 1943 року. Воював на 3-му Українському фронті. Член ВКП (б) з 1944 року.
До квітня 1945 року льотчик 166-го гвардійського штурмового авіаційного полку 10-ї гвардійської штурмової авіаційної дивізії 17-ї повітряної армії гвардії лейтенант В. М. Зінченко зробив 102 бойових вильоти на розвідку і штурмовку живої сили і техніки противника. Кожен з них закінчувався відмінним виконанням завдання.
Указом Президії Верховної Ради СРСР від 18 серпня 1945 року за зразкове виконання бойових завдань командування на фронті боротьби з німецько-фашистськими загарбниками і проявлені при цьому мужність і героїзм гвардії лейтенанту Валентину Миколайовичу Зінченку присвоєно звання Героя Радянського Союзу з врученням ордена Леніна і медалі «Золота Зірка» (№ 8987).
З 1946 року старший лейтенант В. М. Зінченко — в запасі. У 1953 році закінчив Київський технологічний інститут харчової промисловості. Працював на ряді хлібокомбінатів Донецька, Краснодона, Старобільська і Єнакієвого. Жив у Києві. Помер 8 жовтня 1986 року. Похований на міському кладовищі «Берківцях» в Києві.

## Нагороди
Нагороджений орденом Леніна, двома орденами Червоного Прапора, двома орденами Вітчизняної війни 1-го ступеня, медалями.

## Вшанування пам'яті
У місті Єнакієвому на алеї Героїв Валентину Зінченку встановлена пам'ятна стела.